# Текес (повіт)
43°12′51″ пн. ш. 81°50′11″ сх. д. / 43.214166666667° пн. ш. 81.836388888889° сх. д.
Текес (кит. 特克斯县, пін. Tèkèsī Xiàn, трансліт. Tekes) — один із повітів КНР у складі Ілі-Казахської автономної префектури, СУАР. Адміністративний центр — містечко Текес.

## Географія
Текес у середньому розташовується на висоті близько 1200 метрів над рівнем моря у середній течії однойменної річки. Південь повіту лежить в горах Тянь-Шань, північ — у межах пасма Кетмень.

### Клімат
Повіт знаходиться у зоні, котра характеризується кліматом помірних степів. Найтепліший місяць — липень із середньою температурою 19,5 °C. Найхолодніший місяць — січень, із середньою температурою -9,7 °С.
| Клімат повіту Текес                                | Клімат повіту Текес | Клімат повіту Текес | Клімат повіту Текес | Клімат повіту Текес | Клімат повіту Текес | Клімат повіту Текес | Клімат повіту Текес | Клімат повіту Текес | Клімат повіту Текес | Клімат повіту Текес | Клімат повіту Текес | Клімат повіту Текес | Клімат повіту Текес |
| Показник                                           | Січ.                | Лют.                | Бер.                | Квіт.               | Трав.               | Черв.               | Лип.                | Серп.               | Вер.                | Жовт.               | Лист.               | Груд.               | Рік                 |
| Середній максимум, °C                              | −3                  | 0,4                 | 8,6                 | 17,8                | 21,9                | 25,2                | 27,3                | 27,1                | 23,1                | 15,9                | 6,7                 | −0,8                | 14,2                |
| Середня температура, °C                            | −9,7                | −6,1                | 1,9                 | 10,1                | 14,5                | 17,8                | 19,5                | 18,8                | 14,7                | 7,7                 | 0,1                 | −6,9                | 6,9                 |
| Середній мінімум, °C                               | −14,3               | −10,9               | −3,2                | 4                   | 8,3                 | 11,6                | 13,1                | 12                  | 7,8                 | 1,9                 | −4,2                | −10,9               | 1,3                 |
| Норма опадів, мм                                   | 8.1                 | 8                   | 18.1                | 46.5                | 64.5                | 75.8                | 67.9                | 51.3                | 34.8                | 26.3                | 18.8                | 9.8                 | 429.9               |
| Вологість повітря, %                               | 69                  | 69                  | 67                  | 60                  | 60                  | 64                  | 63                  | 61                  | 59                  | 65                  | 71                  | 71                  | 65                  |
| -------------------------------------------------- | ------------------- | ------------------- | ------------------- | ------------------- | ------------------- | ------------------- | ------------------- | ------------------- | ------------------- | ------------------- | ------------------- | ------------------- | ------------------- |
| Джерело: Дані метеостанції №51438 (КНР, 1991-2020) |                     |                     |                     |                     |                     |                     |                     |                     |                     |                     |                     |                     |                     |